# آرام قانالانیان
آرام تیگرانی قانالانیان (ارمنی: Արամ Տիգրանի Ղանալանյան؛ زادهٔ ۱۲ فوریهٔ ۱۹۰۹ - درگذشته ۹ ژوئن ۱۹۸۳) یک فولکوریست، ارمنستان‌شناس، لغت‌شناس و آکادمیسین اهل ارمنستان بود.

## زندگی‌نامه
در ۱۲ فوریهٔ ۱۹۰۹ در آخالتسیخه به دنیا آمد و از دانشکده تاریخ دانشگاه دولتی ایروان (۱۹۳۱) فارغ‌التحصیل شد. وی عضو فرهنگستان ملی علوم ارمنستان بود. وی همچنین برنده دانشمند شایسته ارمنستان شوروی (۱۹۶۷) و نشان برجسته افتخار شده است. وی در ۹ ژوئن ۱۹۸۳ در سن ۷۴ سالگی در ایروان درگذشت و در آرامستان مرکزی ایروان (توخماخ) به خاک سپرده شد.

## یادداشت
1. ↑  բանասիրական գիտությունների դոկտոր
2. ↑  ՀՀ ԳԱԱ գրականության ինստիտուտ